# Liodoryctes australiensis
Liodoryctes australiensis är en stekelart som först beskrevs av Szepligeti 1902.  Liodoryctes australiensis ingår i släktet Liodoryctes och familjen bracksteklar. Inga underarter finns listade i Catalogue of Life.